# جراحة الأذن بالمنظار
تعرف «جراحة الأذن بالمنظار» على أنها استخدام المناظير الصلبة بدلًا من الجراحات المعتمدة على المجهر داخل غرفة العمليات، لتصوير الأذن الوسطى والداخلية خلال جراحات الأذن. يحمل الجراح أثناء جراحة الأذن بالمنظار المنظار بأحد اليدين، بينما يقوم بعمله باليد الأخرى. وللقيام بتلك الجراحات المعتمد على اليد اواحدة، صممت الأدوات الجراحية المختلفة. تحسنت وسائل التصوير باستخدام المنظار بسبب ظهور تقنيات التصوير بالفيديو عالية الوضوح والمناظير واسعة المجال، مع كونها أقل تدخلًا من العمليات الجراحية التقليدية، لذلك تكتسب جراحات الأذن بالمنظار الآن أهمية عظيمة في جراحات الأذن المجهرية.

## التاريخ
على غرار السنوات الأولى من بزوغ جراحة التنظير الوظيفي للجيوب الأنفية، كانت جراحة الأذن بالمنظار مثيرة للجدل في وقت مبكر من ظهورها في الستينيات. واحدة من فوائد المنظار بالمقارنة مع المجهر هو سعة مجال رؤية المناظير التي يقدمها موقع مصدر الضوء وتوافر أنواع مختلفة من عدسات الزاوية. قد تقلل المناظير الصلبة المستخدمة في جراحات الأذن الوسطى من الحاجة إلى استعراض مجال الرؤية في الجراحة والحاجة إلى قطع المزيد من الأنسجة. وعادةً ما تتطلب المجاهر المستخدمة في جراحات الأذن الوسطى وجود مجال رؤية واسع ليمر جزء كاف من الضوء لكي يرى الجراح مجال العملية الجراحية مما يمكنه من القيام بعمله على أكمل وجه ومتابعة المريض في عيادته بعد العملية.
يبقى الاعتماد على يد واحدة أثناء جراحة الأذن بالمنظار هو العيب الرئيسي لتلك التقنية.
ترتفع المؤشرات النسبية الايجابية لتلك المناظير الحديثة بالتدريج. كما تزداد نسبة استخدام استخدام المناظير الصلبة لأداء جراحات الأذن، بدلًا من مجرد تصوير محتويات الأذن الوسطى.

## التصنيف
نظام تصنيف جراحات الأذن بالمنظار:
- الفئة 0: استخدام المجهر فقط [10]
- الفئة 1: الفحص باستخدام المنظار
- الفئة 2: التشريح المختلط ياستخدام المنظار والمجهر
- الفئة 3: إجراء الجراحة كاملة باستخدام المنظار فقط

## روابط خارجية
- Official website of IWGEES